# Pierre Berno
Le bienheureux Pierre Berno, né vers 1552 à Ascona, dans le canton du Tessin (Suisse), et mort (assassiné) le 25 juillet 1583 à Cuncolim (Goa), est un prêtre jésuite suisse, missionnaire en Inde. Avec d’autres il fut assassiné lors d’une révolte populaire anti portugaise à Cuncolim (Goa). Considéré comme martyr de la foi par l’Église catholique il est liturgiquement commémoré, avec les autres ‘martyrs de Salcete’, le 4 novembre.

## Biographie
Né de parents de modeste condition au village d’Ascona aux pieds des Alpes suisses, étudie les lettres et la philosophie au Collège romain, tout en résidant comme séminariste au Collège germanique de Rome. Le 2 juillet 1577 il entre dans la Compagnie de Jésus à Rome et termine son noviciat au Portugal. Il y complète ses études de théologie à Coimbra.
Berno quitte Lisbonne pour les Indes en avril 1579 et arrive la même année à Goa: le 8 octobre 1579. Il est ordonné prêtre, sans doute, en 1580. Après quelque temps passé à étudier la langue konkani il est envoyé par le provincial, Alexandre Valignano comme curé à Colva, sur l’île de Salcete (dans la partie méridionale de Goa), une région fortement imprégnée d’hindouisme.
Il y œuvre depuis trois ans lorsque, en 1583, lors d’une révolte réprimée par les forces portugaises, il cherche à prouver la fausseté des idoles hindoues en participant à la destruction de sanctuaires qu’il estime païens. Il aurait tué également une vache, jetant son cadavre dans un puits sacré.
Quelques mois plus tard Berno se trouve à Cuncolim avec d’autres missionnaires jésuites, dont le supérieur local, Rodolphe Acquaviva, pour une rencontre en vue de rendre visite aux paroisses de l’île. Le 25 juillet 1583, Pierre Berno, les autres prêtres et une dizaine de laïcs chrétiens sont assassinés par une foule en colère, en représailles des outrages commis contre leur religion.
Considérés comme martyrs de la foi par l’Église catholique, Pierre Berno et les quatre autres jésuites sont béatifiés par le pape Léon XIII le 30 avril 1893.

## Source
- J.Velinkar: Article Berno, Pietro, dans Diccionario histórico de la Compañía de Jesús, Roma, Institutum Historicum S.J, 2001, vol.1, p. 421.